# Jochen Schenck
Jochen Schenck (* 30. April 1929 in Hamburg; † 24. November 2016 in Elmshorn) war ein deutscher Schauspieler und Hörspielsprecher.

## Leben
Jochen Schenck war nach seiner ersten Bühnenstation an der Niederdeutschen Bühne Bremen von 1956 bis zu seinem Tod am Hamburger Ohnsorg-Theater engagiert. Durch seine zahlreichen Rollen sowie viele Gastspiele und Fernsehübertragungen des Theaters im NDR wurde er auch bundesweit bekannt. Hier spielte er in zahlreichen Stücken neben seiner Ehefrau Christa Wehling, so u. a. in Werken wie Der Bürgermeisterstuhl (1962) mit Heinz Lanker und Erna Raupach-Petersen, Meister Anecker (1965) mit Henry Vahl und Heini Kaufeld, Die Königin von Honolulu (1966) mit Otto Lüthje und Heidi Mahler, Zwei Kisten Rum (1958) mit Walter Scherau und (1968) mit Werner Riepel und Karl-Heinz Kreienbaum, Die Kartenlegerin (1968) mit Heidi Kabel und Willy Millowitsch, Das Hörrohr (1973) mit Hans Jensen und Ernst Grabbe sowie Mudder Mews (1977) mit Heidi Kabel und Heidi Mahler. Darüber hinaus inszenierte er auch einige Stücke des Ohnsorg-Theaters wie 1975 Frau Pieper lebt gefährlich und war jahrelang Oberspielleiter.
Schenck übernahm auch Gastrollen in Fernsehserien und -spielen, so in Vier Stunden von Elbe 1 (1968) und Sonderdezernat K1 –  in der Folge Kein Feuer ohne Rauch (1974). 1987 spielte er eine Nebenrolle in dem Spielfilm Der kleine Staatsanwalt, einer Produktion unter Hark Bohm.
Daneben arbeitete der Schauspieler, genau wie sein jüngerer Bruder Wolfgang Schenck, umfangreich als Hörspielsprecher, vorwiegend für den NDR und hielt Lesungen.
Jochen Schenck starb am 24. November 2016 in seinem Haus in Elmshorn und wurde im engsten Familienkreis in seiner Heimatstadt beigesetzt.

## Hörspiele (Auswahl)
- 1958: August Hinrichs: Swienskummedi (Gerd Bunjes, Naver) – Regie: Günter Siebert (Hörspielbearbeitung – RB/NDR)
- 2006: Dylan Thomas: Ünner den Melkwoold (Herr Osmers) – Redaktion und Regie: Hans Helge Ott (Original-Hörspiel – RB/NDR)

## Auszeichnungen
Für seine hervorragenden Leistungen auf dem Gebiet des Niederdeutschen erhielt er 1996 den Fritz-Reuter-Preis der Alfred-Toepfer-Stiftung.